# فنسنت كانديلا
فنسنت كانديلا (Vincent Candela) (ولد 24 أكتوبر 1973) هو لاعب كرة قدم فرنسي سابق، شارك في كأس العالم 2002.

## روابط خارجية
- فنسنت كانديلا على موقع الاتحاد الدولي (مؤرشف)  (الإنجليزية)
- فنسنت كانديلا على موقع الاتحاد الأوربي (الإنجليزية)
- فنسنت كانديلا على موقع رابطة كرة القدم الفرنسية للمحترفين (الإنجليزية)
- فنسنت كانديلا على موقع قاعدة بيانات كرة القدم.إي يو (الإنجليزية)
- فنسنت كانديلا على موقع ليكيب (الفرنسية)
- فنسنت كانديلا على موقع ناشيونال فوتبول تيمز (الإنجليزية)
- فنسنت كانديلا على موقع Soccerway.com (الإنجليزية)
- فنسنت كانديلا على موقع عالم كرة القدم.نت (الإنجليزية)
- فنسنت كانديلا على موقع أوليمبيديا (الإنجليزية)

1. ↑  "Vincent Candela: Overview". ESPN. مؤرشف من الأصل في 2020-12-27. اطلع عليه بتاريخ 2020-12-27.
2. ↑  "معلومات عن فنسنت كانديلا على موقع static.fifa.com". static.fifa.com. مؤرشف من الأصل في 2019-04-07.
3. ↑  "معلومات عن فنسنت كانديلا على موقع int.soccerway.com". int.soccerway.com. مؤرشف من الأصل في 2019-01-14.
4. ↑  "معلومات عن فنسنت كانديلا على موقع worldfootball.net". worldfootball.net. مؤرشف من الأصل في 2019-04-30.

- Bolton Wanderers Profile at Burnden Aces